# یوهانیسکرویتس
یوهانیسکرویتس (به آلمانی: Johanniskreuz) یک منطقهٔ مسکونی در آلمان است که در تریپشتادت واقع شده‌است. یوهانیسکرویتس ۱۴ نفر جمعیت دارد.